# Huculska Rada Narodowa
Huculska Rada Narodowa (właściwie Huculska Rada Narodowa w Jasini) - organizacja samorządowa, powołana 8 listopada 1918 na wiecu przez ludność huculską z Jasini i okolicznych wsi.
Do Rady wybrano 42 członków (głównie Hucułów), reprezentację w Radzie miały też mniejszości – węgierska i żydowska.
Ogłoszono rozwiązanie wszystkich agend węgierskiej administracji, a najwyższą władzą miał być odtąd czteroosobowy rząd – Hołowna Uprawa – i komisje wzorowane na ministerstwach. 
Na wniosek Stepana Kłoczuraka przyjęto rezolucję wyrażająca wolę włączenia zakarpackiej Huculszczyzny do Zachodnioukraińskiej Republiki Ludowej.
Na przełomie listopada i grudnia 1918 Huculska Rada Narodowa, obawiając się kontrakcji Węgrów wysłała swoich emisariuszy w osobach Stepana Kłoczuraka i Iwana Kłympusza do rządu ZURL z petycją o pomoc. Delegacja dotarła do Stanisławowa, gdzie miał wówczas swoją siedzibę rząd ZURL. Na ręce szefa władz ZURL Sydira Hołubowycza złożono kopię protokołu z jasińskiego wiecu z 8 listopada, a ponadto postulowano włączenie Huculszczyzny do ZURL.
9 stycznia 1919 Huculska Rada Narodowa proklamowała utworzenie Republiki Huculskiej, która istniała do lipca 1919, kiedy została zajęta przez wojska rumuńskie. Członkowie Rady zmuszeni byli udać się na emigrację (głównie do Czechosłowacji).